# 灰鰭九棘鱸
灰鰭九棘鱸，為輻鰭魚綱鱸形目鱸亞目鮨科的其中一種，分布於印度洋區，從東非至蘇門答臘海域，棲息深度可達60公尺，體長可達28公分，棲息在珊瑚礁區，為底棲性魚類，屬肉食性，以甲殼類及魚類為食。

## 擴展閱讀
維基物種上的相關：灰鰭九棘鱸